# 康斯坦丁·恩斯特
康斯坦丁·利沃維奇·恩斯特是一位俄羅斯媒體經理、電視主持人。從1999年至今擔任俄羅斯第一頻道行政總裁。

## 獎項
康斯坦丁·恩斯特獲得如下獎項：
- 祖國功勳勳章
- 俄羅斯聯邦國家獎

## 爭議
從2022年3月開始，康斯坦丁·恩斯特受到歐盟、加拿大、烏克蘭的制裁。